# Ари (Сома)
Ари (фр. Arry) насеље је и општина у североисточној Француској у региону Пикардија, у департману Сома која припада префектури Абевил.
По подацима из 2011. године у општини је живело 195 становника, а густина насељености је износила 26,57 становника/km². Општина се простире на површини од 7,34 km². Налази се на средњој надморској висини од 16 метара (максималној 39 m, а минималној 2 m).

## Демографија
| 1962. | 1968. | 1975. | 1982. | 1990. | 1999. | 2011. |
| ----- | ----- | ----- | ----- | ----- | ----- | ----- |
| 209   | 182   | 191   | 176   | 158   | 164   | 195   |

График промене броја становника у току последњих година